# Picardisch
Het Picardisch is een Romaanse streektaal die in Frankrijk gesproken wordt in delen van de regio Hauts-de-France (Picardisch: Heuts-d'Franche) en ook in het grootste westelijke deel van de Belgische provincie Henegouwen (la Wallonie picarde met steden zoals Aat, Bergen en Doornik, maar niet in de Waalse steden Thuin en Charleroi, de grootste stad). De taal is verwant met het Frans en het Waals, maar wordt toch daarvan onderscheiden. De noordelijke variant van het Picardisch wordt ook wel het Chtimi genoemd.

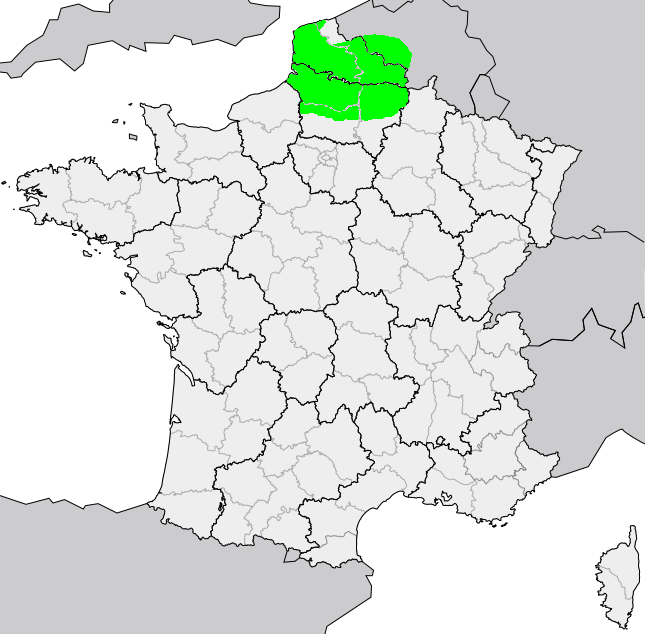
Het Picardisch taalgebied
in België en Frankrijk

De Franse Gemeenschap van België heeft het Picardisch officieel erkend als regionale taal, onder andere naast het Waals en het Francique of het Frankisch, dat (in twee verschillende varianten) eigenlijk het Luxemburgs is (decreet van 1990). Sinds december 2021 is het Picardisch (le picard) ook in Frankrijk (Hauts-de-France) erkend als regionale taal waardoor ze er onderwezen kan worden.
Het Picardisch staat dichter bij het standaard-Frans dan het Waals, maar heeft daarmee wel bepaalde fonetische kenmerken gemeen, bijvoorbeeld dat het Latijnse ca niet zoals in het standaard-Frans tot ʃa is gepalataliseerd (zie bijvoorbeeld de plaatsnaam Le Cateau-Cambrésis).

## Uitspraak en variatie

### Verschillen tussen zuidelijk en noordelijk Picardisch
In het algemeen kan men twee grote gebieden onderscheiden binnen het Picardische taalgebied: in het noorden de Belgische provincie Henegouwen, het Franse Noorderdepartement zonder de Franse Westhoek en het departement Pas-de-Calais, in het zuiden de Franse departementen Somme, Aisne (de noordelijke helft) en Oise (alleen een strook in het noorden). De noordelijke zone, ook bekend als de zone van het Chti(mi), komt overeen met de historische streken Rijsels-Vlaanderen, Artesië, Doornik en het Doornikse, Henegouwen en Kamerijk en het Kamerijkse. De zuidelijke zone correspondeert ongeveer met de oude Franse provincie Picardië. Tussen de twee gebieden ziet men verschillende regelmatige verschillen:
| Latijn       | Noordelijk (Chti) | Zuidelijk                 | Frans   |
| ------------ | ----------------- | ------------------------- | ------- |
| ego staba(m) | j’étos            | j’étoé, j'étoai of j'éteu | j’étais |
| castellu(m)  | catiau            | catieu                    | château |
| cane(m)      | kien              | tchien                    | chien   |
| bonu(m)      | bon               | boin                      | bon     |

### Uitspraak van het Picardisch
Aangezien het Picardisch geen gestandaardiseerde taal is, verschilt de uitspraak van streek tot streek en zelfs van dorp tot dorp. Bij wijze van voorbeeld wordt hieronder de uitspraak gegeven in de streek Vimeu (in het departement Somme) in het zuidwesten van het taalgebied:
| Picardisch van de Vimeu | IPA             | Frans           |
| ----------------------- | --------------- | --------------- |
| chatchun                | [ʃatʃœ̃]         | chacun          |
| chatcheune              | [ʃatʃøŋ]        | chacune         |
| triangue                | [triãɡ]         | triangle        |
| ej te connouos          | [eʒ.te.kɔ̃.nwɔ]  | je te connais   |
| o ll'a rtrouvé          | [ol.lar.tru.vɛ] | on l'a retrouvé |

### Genasaliseerde klinkers
Wanneer men Picardisch schrijft, dienen de combinaties "klinker + nn", "klinker + nm" en "klinker + mm" om nasalisering aan te duiden. Men moet deze lettergroepen dus niet zoals in het Frans lezen.
| Picardisch | IPA     | Frans    |
| ---------- | ------- | -------- |
| unne       | [ɛ̃n]    | une      |
| tranner    | [trãnɛ] | trembler |
| grainne    | [grɛ̃n]  | graine   |
| minme      | [mɛ̃m]   | même     |
| gamme      | [gãm]   | jambe    |

Om te vermijden dat lezers een Franse uitspraak zouden gebruiken, schrijft men soms een punt na de genasaliseerde klank in het Picardisch, bijvoorbeeld in pron.ne ([prõn]) (fr: prune).

## Leenwoorden in het Nederlands
Hoewel het moeilijk te bepalen is uit welk Frans dialect in het Nederlands ontleend is, wijzen de klanken van bepaalde leenwoorden op een Picardische oorsprong. Vooral het verschijnsel waarbij de Latijnse beginletters ca- niet, zoals in het Frans, naar cha-, che- of chie-, maar naar ca-, ke- of kie- geëvolueerd zijn, is een goede aanwijzing. Enkele voorbeelden:
| Nederlands             | Picardisch      | Frans                  |
| ---------------------- | --------------- | ---------------------- |
| kar                    | car             | char                   |
| kandelaar              | –               | chandelier             |
| kasteel                | catiau / catieu | château                |
| kassei ‘steenweg’      | –               | chaussée               |
| karton ‘paardenknecht’ | –               | cf. charret ‘karretje’ |
| kachtel ‘veulen’       | –               | cheptel ‘vee’          |

De laatste twee woorden, karton en kachtel, zijn typisch West-Vlaams. De nabijheid van het Picardische taalgebied maakt een Picardische oorsprong nog aannemelijker.

## Tekstvoorbeeld
Article premier de la Déclaration des Droits de l'Homme
Tous chés ètes humains is sont nés libes et égals in dignité et pi in drouots. Is sont dotés ed raison et d' conschienche et pi is doétte agir les uns invèrs les eutes din un ésprit ed fratérnité.
(Alle mensen worden vrij en gelijk in waardigheid en rechten geboren. Zij zijn begiftigd met verstand en geweten, en behoren zich jegens elkander in een geest van broederschap te gedragen.)

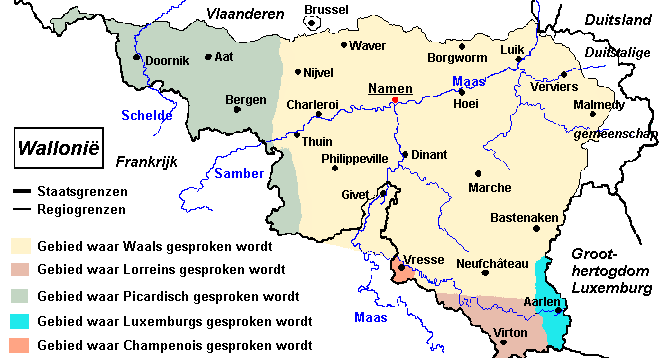
- HET WAALSE TAALLANDSCHAP -
Het Picardisch taalgebied in Wallonië is in grijsgroen aangegeven

## Werkwoordvervoeging
Hieronder staan de vervoegingen van de belangrijke onregelmatige werkwoorden ète ('zijn') en avoèr ('hebben') voor vier tijden.
| Infinitief | 1e persoon                                  | 2e persoon       | 3e persoon                    | 1e persoon   | 2e persoon   | 3e persoon       |
| ---------- | ------------------------------------------- | ---------------- | ----------------------------- | ------------ | ------------ | ---------------- |
|            | tegenwoordige tijd (présint)                |                  |                               |              |              |                  |
| ète        | ej su                                       | t' es            | il/al/in est                  | os sonmes    | vos ètes     | is/als sont      |
| avoèr      | j'ai                                        | t'os, t'as       | il/al/in o il/al/in a         | os avons     | vos avez     | is/als ont       |
|            | verleden tijd (imparfait)                   |                  |                               |              |              |                  |
| ète        | j'étoais j'étos                             | t' étoais t'étos | il/al/in étoait il/al/in étot | os étoinmes  | vos étoètes  | is/als étoètte   |
| avoèr      | j'avos j'avoais                             | t'avos t'avoais  | il/al/in avot il/al/in avoait | os avommes   | vos avèttes  | is/als avoèttent |
|            | toekomende tijd (futur simpe)               |                  |                               |              |              |                  |
| ète        | ej srai                                     | tu sros          | i/ale/in sro                  | os srons     | vos srez     | is/ales sront    |
| avoèr      | j'érai                                      | t'éros           | il/al/in éro                  | os érons     | vos érez     | is/als éront     |
|            | voltooid tegenwoordige tijd (passé composé) |                  |                               |              |              |                  |
| ète        | j'ai té                                     | t'os té          | il/al/in o té                 | os avons té  | vos avez té  | ils/als ont té   |
| avoèr      | j'ai yeu                                    | t'os yeu         | il/al/in o yeu                | os avons yeu | vos avez yeu | is/als ont yeu   |

### Audio
http://ches.diseux.free.fr/sons/d85.mp3
http://ches.diseux.free.fr/diri/dir85.htm
Centre de Ressources pour la Description de l'Oral (CRDO) ( https://web.archive.org/web/20110811103713/http://www.language-archives.org/language/pcd )